# Natació sincronitzada al Campionat del Món de natació de 2015 – Rutina d'equip lliure
La prova de rutina d'equip lliure es va celebrar entre el 28 i 31 de juliol de 2015 a Kazan, Rússia.

## Resultats
La preliminar es va disputar a les 17:30 del dia 28 i la final a les 17:30.

   *   Classificades
| Posició | País            | Preliminar | Preliminar | Final     | Final   |
| Posició | País            | Puntuació  | Posició    | Puntuació | Posició |
| ------- | --------------- | ---------- | ---------- | --------- | ------- |
| 1       | Rússia          | 97.6333    | 1          | 98.4667   | 1       |
| 2       | R.P. de la Xina | 95.5000    | 2          | 96.1333   | 2       |
| 3       | Japó            | 93.7000    | 3          | 93.9000   | 3       |
| 4       | Ucraïna         | 92.7333    | 4          | 93.7000   | 4       |
| 5       | Espanya         | 91.9000    | 5          | 92.4667   | 5       |
| 6       | Itàlia          | 90.7667    | 6          | 91.4667   | 6       |
| 7       | Canadà          | 89.8000    | 7          | 90.0000   | 7       |
| 8       | Mèxic           | 87.5000    | 8          | 87.6333   | 8       |
| 9       | França          | 86.5667    | 9          | 87.3333   | 9       |
| 10      | Grècia          | 85.5667    | 10         | 85.8333   | 10      |
| 11      | Brasil          | 85.3333    | 11         | 85.2667   | 11      |
| 12      | Estats Units    | 84.6333    | 12         | 84.5667   | 12      |
| 13      | Belarús         | 81.6000    | 13         |           |         |
| 14      | Suïssa          | 79.6667    | 14         |           |         |
| 15      | Egipte          | 77.7000    | 15         |           |         |
| 16      | Austràlia       | 75.1000    | 16         |           |         |
| 17      | Nova Zelanda    | 72.5667    | 17         |           |         |
| 18      | Veneçuela       | 72.2333    | 18         |           |         |
| 19      | Costa Rica      | 71.8000    | 19         |           |         |
| 20      | Macau           | 70.0000    | 20         |           |         |
| 21      | Hong Kong       | 67.0667    | 21         |           |         |